# Muhammad Yahya Khan
Pour les articles homonymes, voir Khan (homonymie) et Yahya.
Agha Muhammad Yahya Khan (ourdou : آغا محمد یحیی خان), né le 4 février 1917 à Chakwal et mort le 10 août 1980 à Rawalpindi, est un homme d'État pakistanais, qui fut président de la république islamique du Pakistan du 25 mars 1969 au 20 décembre 1971. Après avoir été général en chef de l'armée pakistanaise, il fut le successeur désigné du général Muhammad Ayub Khan dans le cadre de la dictature militaire qui régnait alors au Pakistan.

## Biographie

### Jeunesse
Yahya Khan est né le 4 février 1917 à Chakwal, près de Peshawar, dans les Indes britanniques (aujourd'hui au Pakistan),. Sa famille appartient au peuple pachtoune et descend de la classe des soldats d'élite de Nâdir Châh, souverain perse d'origine turco-azérie (clan de Qirqlu, tribu Afchar) qui avait envahi l'Inde et pris Delhi au XVIIIe siècle. Son père, Saadat Ali Khan, était originaire de Peshawar et exerçait la fonction d'officier de police,.
Issu ainsi d'un milieu aisé, Yahya Khan étudia à l'université du Pendjab, à Lahore, puis rentra à l'académie militaire indienne de Dehradun où il s'érigea parmi les premiers diplômes de son niveau,. Lorsqu'il en sortit en 1938, il fut enrôlé dans l'armée britannique. Pendant la Seconde Guerre mondiale, il servit comme officier au sein de la 4e division d'infanterie sur divers théâtres d'opérations,, notamment en Iraq, en Afrique du Nord et en Italie,. Fait prisonnier en juin 1942, il réussit toutefois à s'échapper d'un camp après trois tentatives.

### Carrière militaire
Après la partition du Raj britannique et l'indépendance du Pakistan en 1947, Yahya Khan devint officier dans l'armée du nouvel État ; il y joua un rôle important dans l'instruction des troupes, notamment dans la formation du collège d'état-major à Quetta,,. En 1951, il fut promu brigadier général et commanda la 106e brigade d'infanterie au Cachemire de 1951 à 1952. Il dirigea également entre 1954 et 1957 un projet de modernisation de l'armée pakistanaise lancé par le commandant-général Muhammad Ayub Khan, avant d'être promu lui-même général et chef de l'instruction.
Le 27 octobre 1958, Yahya Khan fut nommé Premier ministre par le président Iskander Mirza, mais le même jour, Ayub Khan renversa Mirza et l'envoya en exil. Toutefois, Yahya Khan ne protesta pas et soutint l'action d'Ayub Khan.
Proche du nouveau président, Yahya Khan occupa dès lors le poste de chef d'état-major général, et ce jusqu'en 1962. En 1965, lors de la deuxième Guerre indo-pakistanaise, Yahya Khan reçut le commandement d'une division d'infanterie au Pakistan oriental et au Cachemire. Au mois de mars de l'année suivante, il fut nommé général en chef des forces armées, avec pour mission d'employer tous les moyens nécessaires pour améliorer l'efficacité des troupes pakistanaises. En effet, les faiblesses de ces dernières avaient été mises au jour durant le conflit avec l'Inde,,. Dans cette optique, Yahya Khan procéda à plusieurs réformes au sein de l'armée : il améliora et renforça sa structure, créa trois divisions d'infanterie, se procura de nouvelles armes et réorganisa le commandement militaire. De plus, il occupa à nouveau à partir de septembre 1966 la fonction de chef d'état-major, qu'il allait conserver jusqu'en 1971.

### Président de la république islamique
Le 25 mars 1969, le président Muhammad Ayub Khan démissionna de ses fonctions à la suite d'un mouvement de protestations populaires et remit le pouvoir entre les mains de Yahya Khan. Immédiatement après son accession au pouvoir, ce dernier imposa la loi martiale au pays, abrogea la constitution et dissolut les assemblées nationale et provinciales,. Le 31 mars, il devint officiellement président de la république islamique du Pakistan.
Contrairement aux autres militaires ayant assumé le rôle de chef d'État au Pakistan, Yahya Khan ne souhaitait pas s'installer durablement au pouvoir et exprima assez vite sa volonté de rétablir la démocratie au Pakistan. Il promit également de se pencher sur le problème des rivalités ethniques entre la partie est (futur Bangladesh) et la partie ouest du pays. Ayant ces objectifs en tête, il augmenta le nombre de représentants du Pakistan oriental à l'Assemblée nationale et promulgua le 29 mars 1970 une constitution provisoire qui énumérait les conditions des futures élections législatives. Elles eurent lieu le 7 décembre de la même année et sont les premières élections populaires de l'histoire du Pakistan moderne,.
Toutefois, ces élections n'eurent pas le résultat espéré : plutôt que d'effectuer un premier pas vers la démocratisation du pays, elles augurèrent surtout la chute de Yahya Khan. En effet, elle n'effaça pas l'antagonisme entre est et ouest, déjà renforcé par le cyclone de novembre 1970 au Bengale qui avait fait des centaines de milliers de victimes et l'impuissance de l'armée pakistanaise à porter secours aux sinistrés. La Ligue Awami, dirigée par Sheikh Mujibur Rahman, obtint 160 des 162 sièges est-pakistanais à l'Assemblée nationale, sur 313 sièges au total, mais n'obtint aucun siège ouest-pakistanais. À l'inverse, le Parti du peuple pakistanais, dirigé par Zulfikar Ali Bhutto, obtint 81 sièges ouest-pakistanais et aucun siège est-pakistanais. Ainsi, la Ligue Awami avait la majorité numérique à l'Assemblée. Malgré cela, Yahya Khan savait que Bhutto n'aurait pas toléré que Rahman deviennent Premier ministre et confia finalement cette fonction au chef du PPP,.
Cette décision provoqua la colère des est-pakistanais et fut suivie de violentes protestations. En réaction, le 21 février 1971, Yahya Khan suspendit la séance de l'Assemblée nationale et dissolut son cabinet civil. Dans la nuit du 25 mars, il fit arrêter Rahman et lança l'opération militaire Searchlight contre le Pakistan oriental. Très sanglante, la répression militaire fit des centaines de milliers de victimes,. Ainsi se déclencha la guerre de libération du Bangladesh, qui se prolongea pendant neuf mois ; le 3 décembre, l'intervention de l'Inde dans le conflit et la défaite pakistanaise força le Pakistan à reconnaître treize jours plus tard l'indépendance du Bangladesh. Peu après, le 20 décembre, le mécontentement populaire croissant contraignit Yahya Khan à démissionner de ses fonctions. Il fut alors remplacé par Bhutto, qui l'assigna à résidence en 1972 (et le restera jusqu'en 1979). Yahya Khan mourut le 10 août 1980 à Rawalpindi.

### Politique étrangère
Dans les années 60, la Chine et le Pakistan nouèrent d'étroites relations, principalement à cause du conflit sino-indien et la rupture sino-soviétique, tout en étant un allié fidèle des États-Unis. Aussi, c'est par le biais du président Yahya Khan que le président Nixon rentra en contact avec le gouvernement chinois en 1969 ; au cours d'une visite officielle, Kissinger simula un embarras gastrique pour "disparaître" pendant deux jours, le temps de s'envoler vers Pékin et y rencontrer Chou-En Laï, le Premier ministre chinois et préparer la visite officielle de Nixon en février 1970, ce qui représente le plus spectaculaire renversement d'alliance du siècle.